# سيدي سليمان (ولاية تسمسيلت)
بلدية سيدي سليمان هي احدي البلديات التابعة لدائرة برج بونعامة بولاية تسمسلت وهي الواقعة بين دائرة لرجام وبرج بونعامة.يقطنها أكثر من 9000 نسمة حسب احصائيات 2008 .تعد هذه المنطقة سياحية نظرا لحماماتها الطبيعية الساخنة وواقعة بين جبال الونشريس وغباتها كما يتوافد عليها العديد من الزائرين كل أيام السنة ومن جميع الولايات للاستجمام والراحة وللتداوي بمياهها الساخنة. وهي المعوفة ب«حمام سيدي سليمان».